# 다케다 이십사장

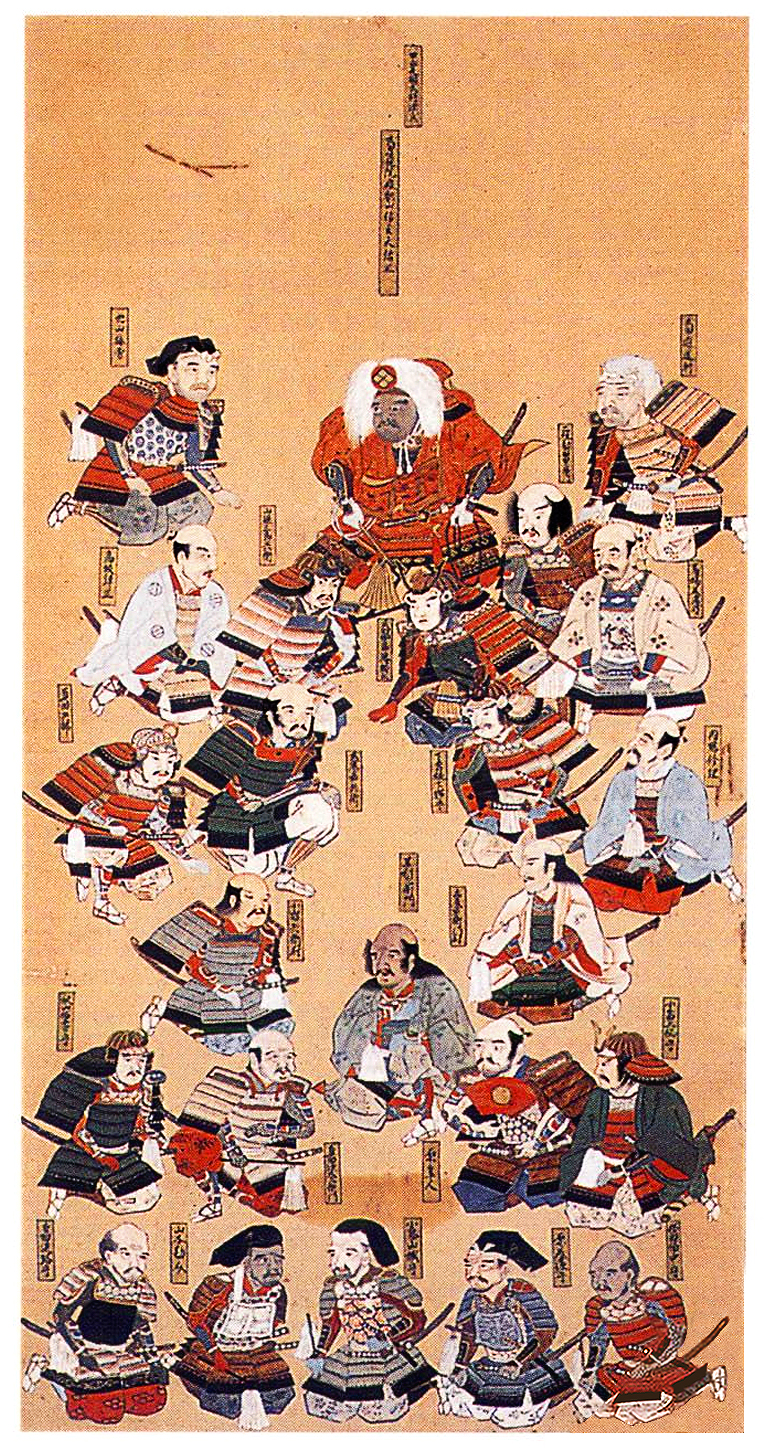
다케다 이십사장

다케다 이십사장(武田二十四将)은 다케다 신겐을 모신 장수들 중에서도 특히 평가 높은 24명의 무장을 가리킨다. 원전은 에도 시대에 만들어진 그림에서 있을 뿐, 정식으로 다케다 가의 이십사장이라고 구분짓는 호칭은 존재하지 않는다. 선택된 장수들도 활약한 시대가 다르며, 전원이 동시대에 신겐을 모신 일은 없다. 서민의 평가에 의해 결정된 것 같다. 자료에 따라 24장의 목록이 조금씩 다를 수 있지만, 일반적으로는 아래와 같다.

## 목록
| - 다케다 가쓰요리(武田勝頼) - 다케다 노부시게(武田信繁) - 다케다 노부카도(武田信廉) - 이치조 노부타쓰(一条信龍) - 이타가키 노부카타(板垣信方) - 아마리 도라야스(甘利虎泰) - 요코타 다카토시(横田高松) - 오야마다 마사타쓰(小山田昌辰) - 오부 도라마사(飯富虎昌) - 하라 도라타네(原虎胤) | - 오바타 도라모리(小幡虎盛) - 오바타 마사모리(小幡昌盛) - 야마모토 간스케(山本勘助) - 다다 미쓰요리(多田満頼) - 소네 마사타다(마사요)(曽根昌世) - 오바타 오부사다(小幡信貞) - 야마가타 마사카게(山県昌景) - 바바 노부하루(馬場信春) - 나이토 마사토요(内藤昌豊(昌秀)) - 고사카 마사노부(高坂昌信(春日虎綱)) | - 사나다 유키타카(真田幸隆(幸綱)) - 사나다 노부쓰나(真田信綱) - 사나다 마사테루(真田昌輝) - 사나다 마사유키(真田昌幸) - 아나야마 노부타다(穴山信君) - 오야마다 노부시게(小山田信茂) - 아키야마 노부토모(秋山信友) - 하라 마사타네(原昌胤) - 사에구사 모리토모(三枝守友) - 쓰치야 마사쓰구(土屋昌次) |

## 같이 보기
- 우에스기 이십오장
- 도쿠가와 십육신장
- 다케다 사천왕
- 사이온지 십오장 - 이요국의 센고쿠 다이묘 사이온지 긴히로를 중심으로 한 15명의 인물